# 사이버군

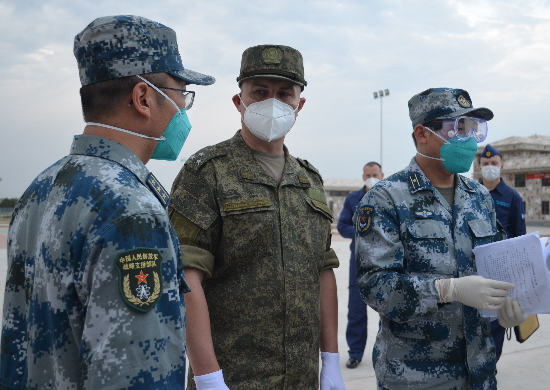
중국 인민해방군 전략지원부대 대원과 러시아 연방군 군인. 인민해방군 전략지원부대는 2015년에 설립되어 세계 최초의 독립적인 사이버군이 되었다.

사이버군 또는 사이버포스(Cyber force)는 한 국가의 군대 중 사이버 공간 및 사이버전에서 군사 작전을 수행하는 군종이다. 세계 최초의 독립적인 사이버군은 2015년에 창설되었으며 중국 인민해방군 전략지원부대는 우주군 역할도 겸하고 있다. 2022년 현재, 세계에서 유일한 독립 사이버군은 인민해방군 전략지원부대, 독일의 사이버정보영역사령부, 노르웨이의 노르웨이 사이버방위군, 그리고 싱가포르의 디지털 정보국이다.
대부분의 다른 국가들은 사이버군을 다른 군이나 합동사령부로 편성한다. 합동 사이버사령부의 예로는 미국 사이버사령부가 있다.

## 역사
2015년 중국은 세계 최초의 독립 사이버군인 중국 인민해방군 전략지원부대를 창설했다. 이어서 독일은 2017년에 세계 두 번째 사이버군인 사이버정보영역사령부를 설립했으며, 싱가포르는 2022년에 세계 세 번째 사이버군인 디지털 정보국을 창설했다.
미국 내에서는 미국 공군이 초기에 군사 사이버 작전을 주도했다. 1995년, 미국 공군은 군사력 지원을 위한 공격 및 방어 사이버 작전을 결합한 세계 최초의 조직인 제609정보전대를 창설했다. 처음에는 사이버를 정보전의 하위 분야로 보았으며, 공군 정보국이 초기 사이버 임무의 대부분을 통제했다. 미국 육군과 미국 해군은 공군이 사이버 임무를 독점하려 한다고 생각하여, 공군사이버사령부 (임시)의 활성화를 중단하도록 압력을 가했다.
그 대신, 미국 사이버사령부는 2009년 미국 전략사령부 산하의 하위 통합사령부로 창설되었으며, 육군사이버사령부, 함대사이버사령부, 해병대 사이버사령부, 제24공군은 각군 구성군으로 창설되었다. 미국 사이버사령부는 1998년 합동 태스크포스 – 컴퓨터 네트워크 방어의 설립과 2000년 미국 우주사령부 산하의 합동 태스크포스 – 컴퓨터 네트워크 작전으로의 재지정으로 역사를 거슬러 올라간다. 2002년 우주사령부가 해체되고 미국 전략사령부에 통합된 후, 합동 태스크포스 – 컴퓨터 네트워크 작전은 2004년에 합동 태스크포스 – 글로벌 네트워크 작전과 합동 기능 구성군 사령부 – 네트워크 전쟁으로 분할되기 전, 미국 사이버사령부 산하로 재통합되었다. 2014년, 미 육군은 사이버 병과를 설립하여 군사정보대의 공격 사이버 역할과 통신병과의 방어 사이버 역할을 통합했다.
2018년, 사이버사령부는 완전한 통합전투사령부로 승격되었다. 미국 사이버군 창설에 대한 주기적인 요구가 있었으며, 가장 주목할 만한 인물은 전 미국 해군 제독이자 유럽 연합군 최고사령관인 제임스 G. 스타브리디스와 전 정보 장교이자 사이버 보안 사업가인 데이비드 베네이블이다.

## 사이버군
다음은 현재 전 세계에서 운용 중인 독립 사이버군 목록이다:
- 중국 인민해방군 사이버 공간군
- 사이버정보영역사령부
- 노르웨이 사이버방위군
- 디지털 정보국

## 같이 보기
- 국가 사이버 보안 센터 (동음이의)
- 사이버 파워 리터러시